# Étienne Bouhot
Étienne Bouhot, né le 8 août 1780 à Bard-lès-Époisses et mort le 17 juillet 1862 à Semur-en-Auxois, en Côte-d'Or, est un peintre et professeur de peinture français.

## Biographie
Issu d’une famille modeste, il apprend le métier de chapelier, travaille chez un vitrier, puis effectue des études à Dijon. Vers 1801 Il commence une carrière de peintre vers 1801 dans les plus beaux hôtels de Paris et ce jusqu’en 1834. Il devint ensuite l’un des peintres préférés du duc d’Orléans et de la duchesse de Berry.
En mai 1834, il est approché par Jean Vatout (1791-1848), député de l’arrondissement de Semur, pour prendre la direction de l’école de dessin de Semur-en-Auxois. C’est sous son impulsion que cette école va se développer avec 55 élèves en 1836.
Il est inhumé dans cette même ville.

## Collections publiques
- Dijon :
  - musée des beaux-arts de Dijon :
    - Le Palais des Thermes à Paris en 1845, 1845, huile sur toile, 102 x 86 cm[2]

  - musée Magnin : 
    - Cour d'une maison de Paris, avec puits, personnages et chien, huile sur toile[3].
- Montbard, musée Buffon :
  - Vue extérieure d'une forge près de Châtillon-sur-Seine, 1823, huile sur toile[4] ;
  - Vue intérieure d'une forge près de Châtillon-sur-Seine, 1823, huile sur toile[5].
- Paris :
  - musée Carnavalet :
    - Cour d'une maison de roulage, rue Saint-Denis, dite cour Sainte-Catherine, 1815, huile sur toile[6] ;
    - L'Entrée du musée du Louvre et les ruines de l'abside de Saint-Louis du Louvre, 1822, huile sur toile.

  - musée de Cluny :
    - Vue du Frigidarium des thermes : présentation des collections lapidaires antiques et médiévales, vers 1845, huile sur toile[7] ;
    - Vue de la cour de l'hôtel de Cluny (attribution), huile sur toile[8].

  - musée du Louvre :
    - Vue de l'entrée principale du Musée royal avec les ruines de Saint Louis du Louvre, 1822, huile sur toile[9] ;
    - Vue de la salle de la Paix, au Louvre, vers 1820 (attribution), huile sur toile[10].

  - musée de Semur-en-Auxois : Le Pont Joly, huile sur toile, 1823, donné au musée en 1834.

Œuvres d'Étienne Bouhot
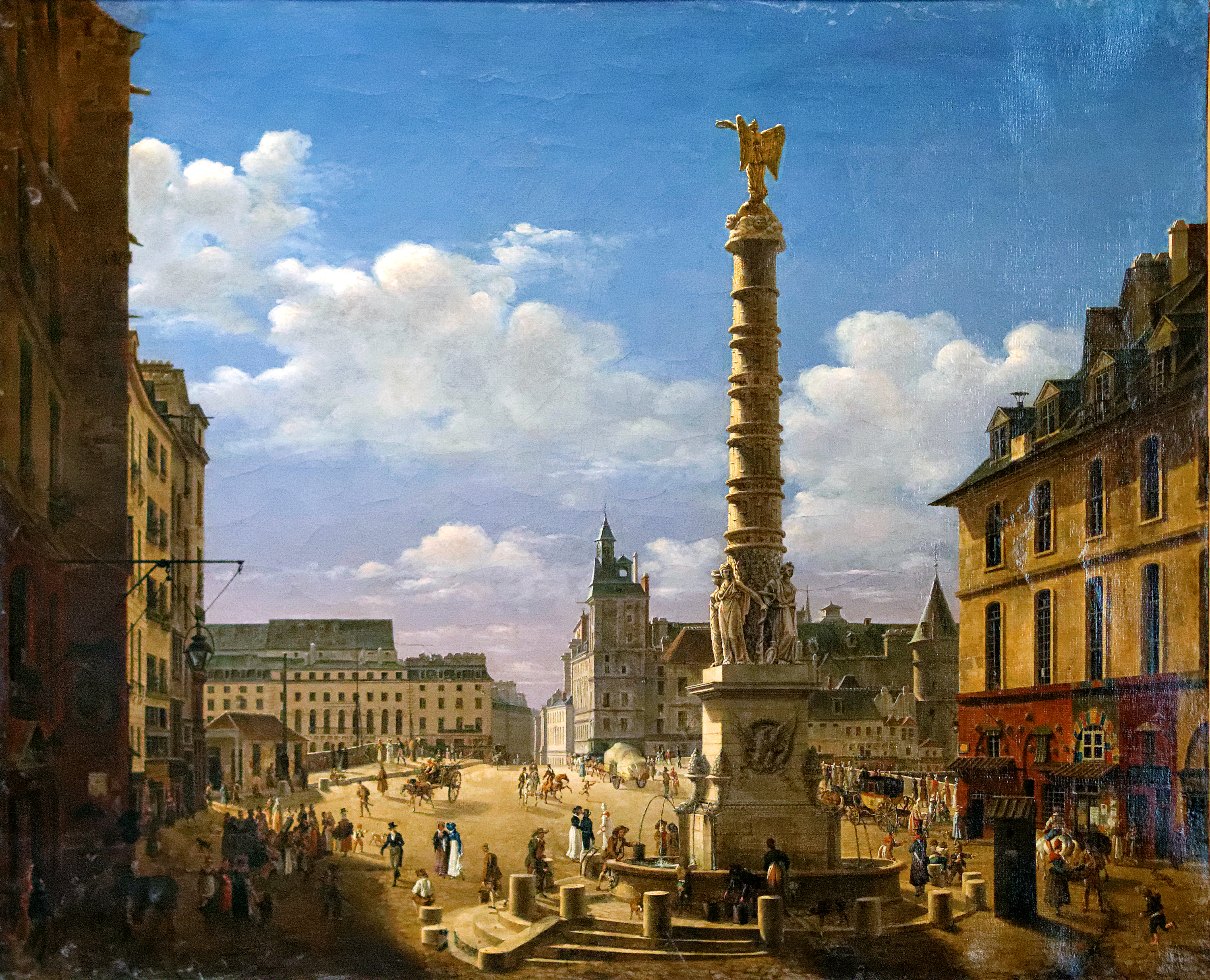
La Place du Châtelet, Paris, musée Carnavalet.
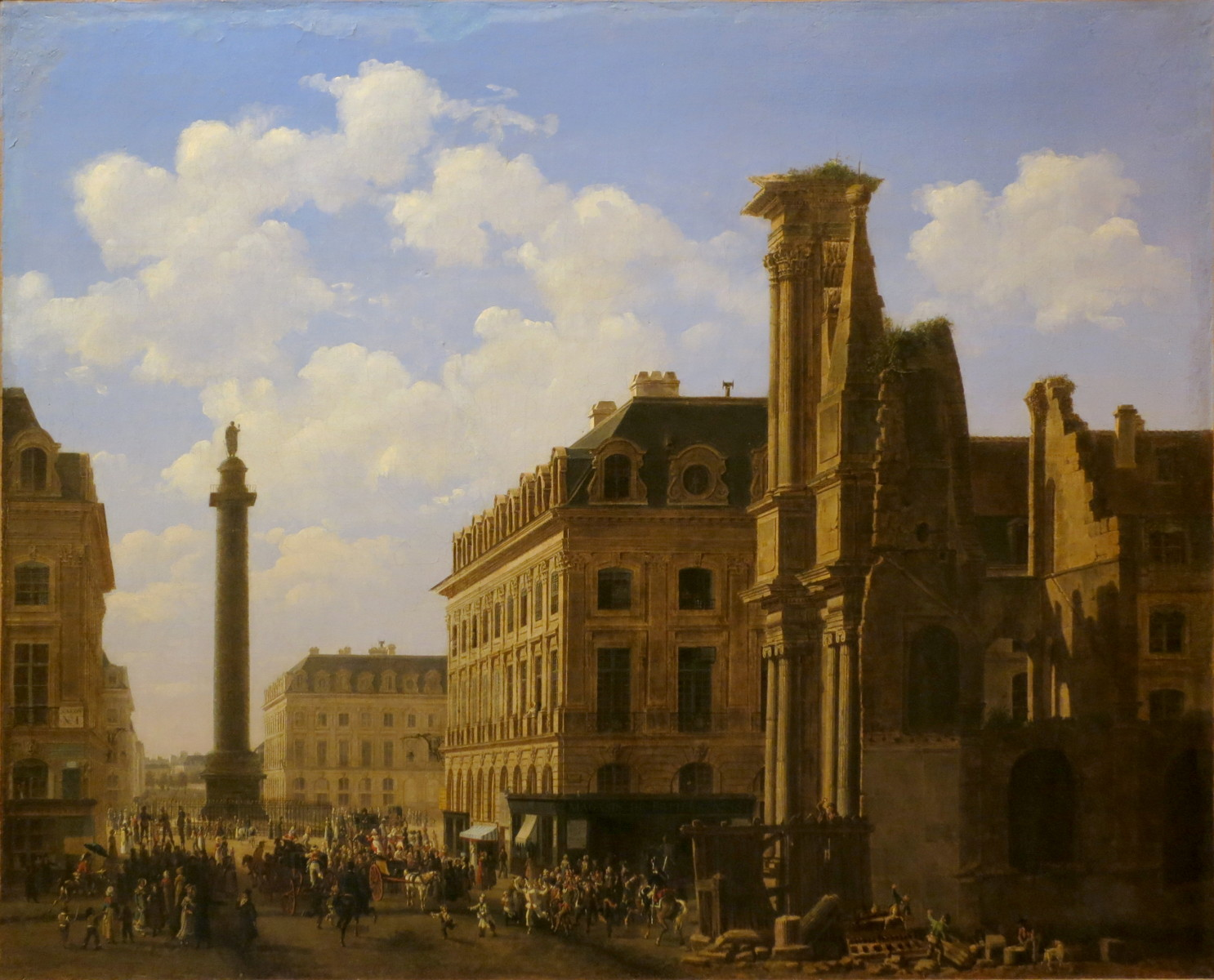
La Place Vendôme et la rue de Castiglione avec les ruines de l'église des Feuillants (1808), Paris, musée Carnavalet.
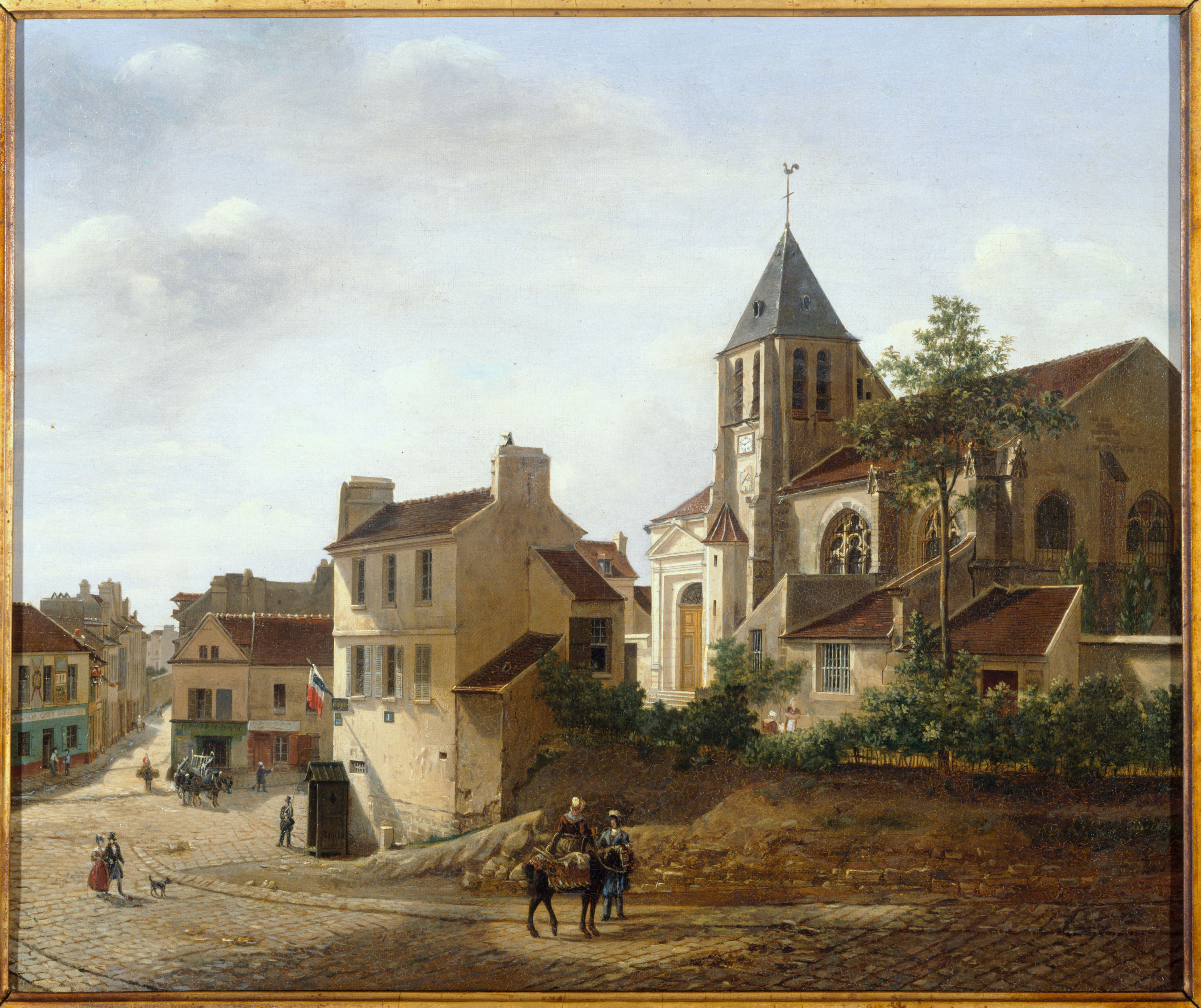
Saint-Germain de Charonne (vers 1830), Paris, musée Carnavalet.
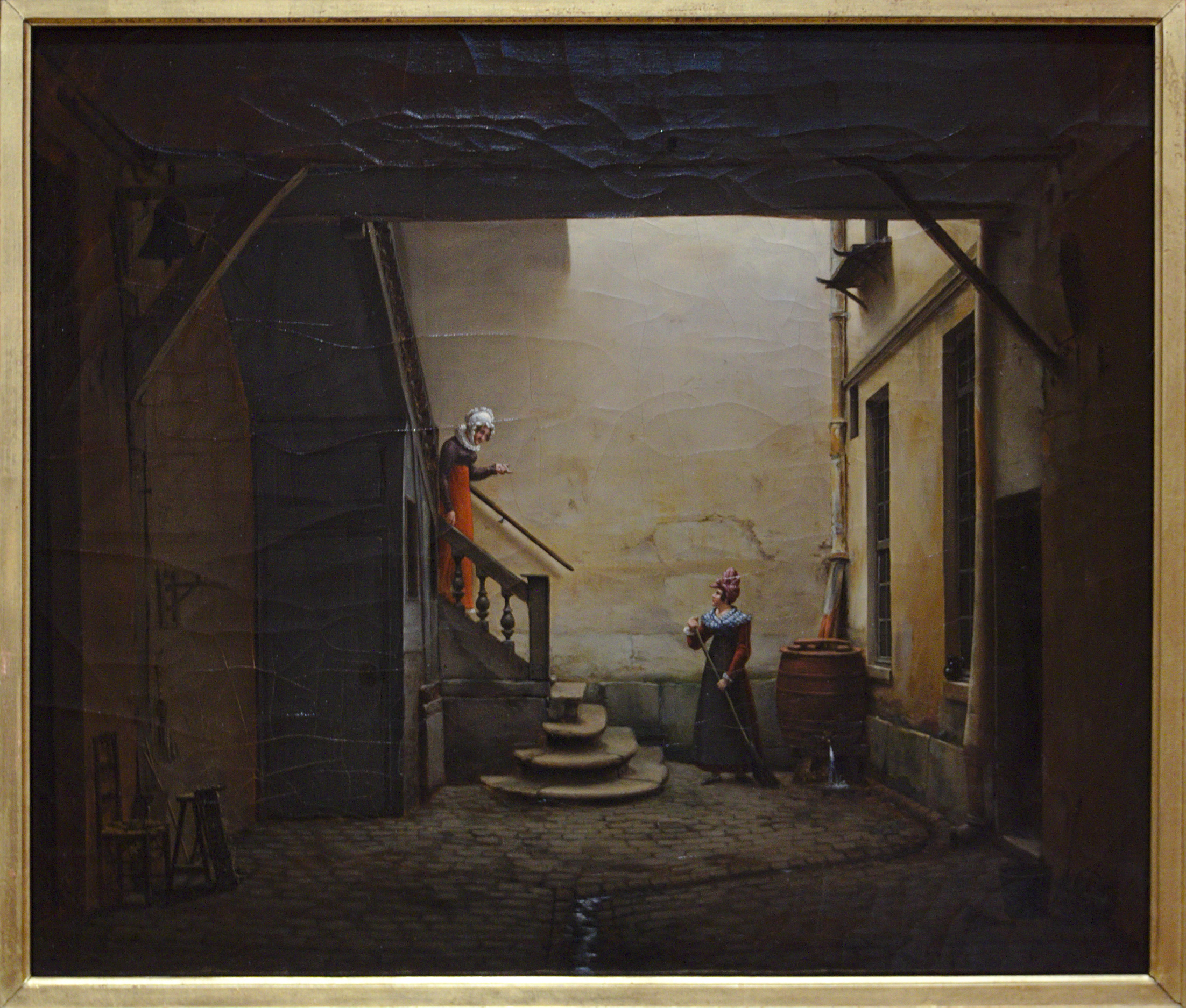
Vue intérieure d'une cour parisienne (1819), musée des beaux-arts de Besançon.
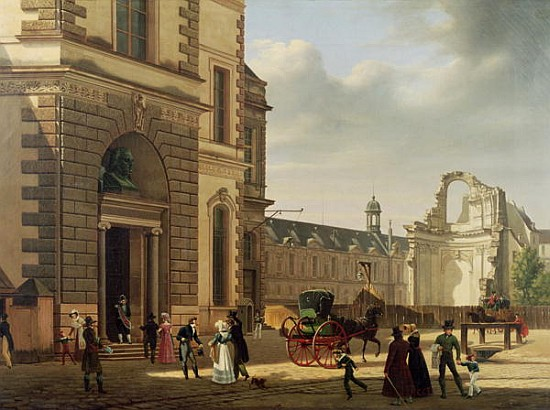
L'Entrée du musée du Louvre et les ruines de l'abside de Saint-Louis du Louvre (1822), Paris, musée Carnavalet.
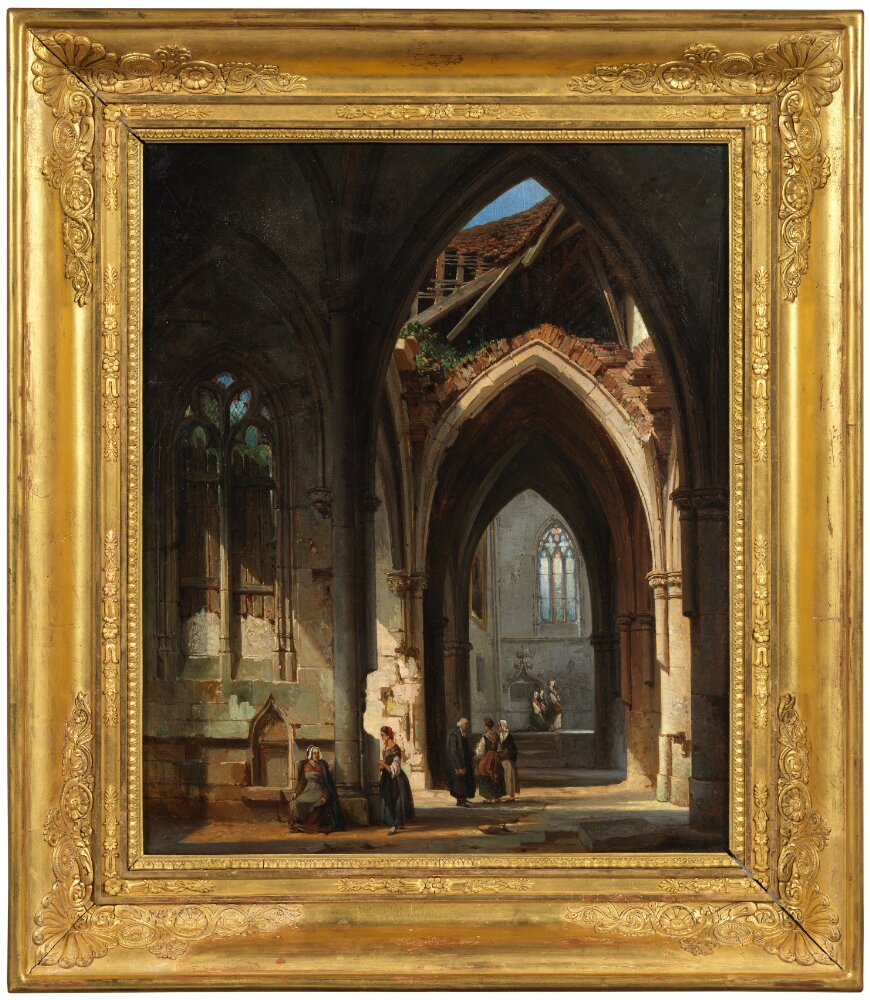
Intérieur de l'église de Saint-Thibault.
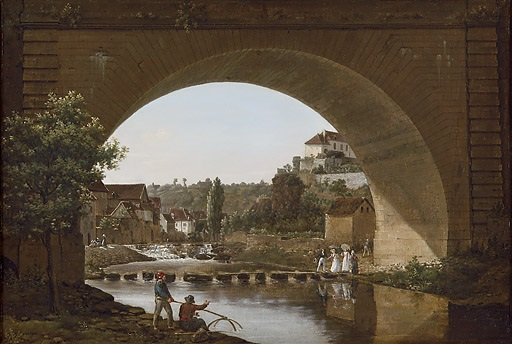
Le Pont Joly, 1823, huile sur toile. Vue semuroise, musée de Semur-en-Auxois

## Élèves
- Alexandre-Gabriel Decamps (1803-1860), à  partir de 1816.